# Districtul Khao Chaison
Khao Chaison (în thailandeză เขาชัยสน) este un district (Amphoe) din provincia Phatthalung, Thailanda, cu o populație de 43.292 de locuitori și o suprafață de 260,1 km².

## Componență
Districtul este subdivizat în 5 subdistricte (tambon), care sunt subdivizate în 56 de sate (muban).
| Nr. | Nume         | În thailandeză | Sate | Locuitori |  |
| --- | ------------ | -------------- | ---- | --------- |  |
| 1.  | Khao Chaison | เขาชัยสน        | 14   | 12,637    |  |
| 2.  | Khuan Khanun | ควนขนุน         | 10   | 8,571     |  |
| 5.  | Chong Thanon | จองถนน         | 7    | 3,681     |  |
| 6.  | Han Pho      | หานโพธิ์         | 11   | 8,704     |  |
| 7.  | Khok Muang   | โคกม่วง         | 14   | 9,699     |  |